# Eduard David
Eduard Heinrich Rudolph David est un homme politique allemand, né le 11 juin 1863 à Ediger-Eller et mort le 24 décembre 1930 à Berlin.

## Biographie
Membre du SPD, il est ministre de l'Intérieur en 1919.
David se tenait à l'aile droite du parti depuis les années 1890. Après de premières expériences politiques et journalistiques au Grand-duché de Hesse, il a appelé le SPD à s'intéresser aux groupes d'électeurs ruraux et paysans. Dans la controverse sur le révisionnisme, David a défendu les thèses d'Eduard Bernstein, qui avait publiquement douté des idées centrales de la société et de la révolution de Karl Marx. Comme d'autres sociaux-démocrates éminents du sud de l'Allemagne, David a cherché une politique systématique d'alliances avec des partis et des groupes de la bourgeoisie modérés pour faire avancer les revendications démocratiques et sociales. Cette position a été officiellement rejetée par le parti jusqu'au début de la Première Guerre mondiale.
David a eu le plus grand impact entre 1914 et 1919 et est considéré comme le pionnier central de la politique de Burgfrieden, qui visait à assurer le silence politique intérieur pendant la guerre. David espérait que la parlementarisation de l'Empire allemand récompenserait la politique de silence des sociaux-démocrates. Avec la réforme d'octobre 1918, il se voit au bout de son chemin. Même personnellement, il a maintenant atteint les plus hautes fonctions politiques. Il est d'abord devenu sous-secrétaire d'État, puis, peu après, pendant la république de Weimar, il est devenu ministre à plusieurs reprises. Ce n'est qu'en 1919 que David a abandonné son évaluation selon laquelle l'Allemagne avait mené une guerre défensive pendant la Première Guerre mondiale. Cette hypothèse avait auparavant constitué la base de sa politique.
David a occupé des sièges parlementaires à partir de 1896, d'abord au niveau du Land de Hesse, puis pour le Reichstag allemand. Il devient également membre de l'Assemblée nationale de Weimar en 1919. Il en est le premier président et le 13 février, il entre au gouvernement du Reich, où il reste jusqu'en juin 1920.

## Ouvrages
- Zweck und Mittel einer einheitlichen Organisation der derutschen Studentenschaft, 1888
- Sozialismus und Landwirtschaft, 1903
- Referentenführer, 1907
- Sozialdemokratie und Vaterlandsverteidigung, 1915
- Die Sozialdemokratie im Weltkrieg, 1915
- Wer trägt die Schuld am Krieg?, 1917
- Die Siedlungsgesetzgebung, 1921
- Um die Fahne der Deutschen Republik, 1921
- Die Befriedung Europas, 1926
- Aus Deutschlands schwerster Zeit, Schriften und Reden aus den Jahren 1914-19, 1927